# Klenovka
Klenovka (en rus: Кленовка) és un poble del krai de Perm, a Rússia, que pertany al districte rural de Bolxessosnovski. El 2010 tenia 34 habitants.